# Margaret Qualley
Sarah Margaret Qualley (sinh ngày 23 tháng 10 năm 1994) là một nữ diễn viên người Mỹ. Là con gái của nữ diễn viên Andie MacDowell, cô theo học múa ba lê từ nhỏ. Năm 2013, cô có vai diễn đầu tiên trong phim truyền hình Palo Alto, sau đó cô được biết tới rộng rãi hơn qua sê-ri The Leftovers (2014–2017, đài HBO).
Năm 2019, Qualley nhận được đánh giá tích cực khi thể hiện hình ảnh nữ diễn viên, vũ công Ann Reinking trong sê-ri phim tiểu sử Fosse/Verdon của đài FX. Bộ phim mang về cho cô một đề cử giải Primetime Emmy. Ở lĩnh vực điện ảnh, cô từng tham gia trong một số phim như The Nice Guys (2016), Death Note (2017), Once Upon a Time in Hollywood (2019). Năm 2021, cô vào vai chính trong Maid (Netflix) và giành được các đề cử giải Emmy và giải Quả cầu vàng trong phim này.

## Thời thơ ấu
Sarah Margaret Qualley sinh năm 1994 tại Kalispell, bang Montana. Mẹ cô là diễn viên, người mẫu Andie MacDowell, cha cô là cựu người mẫu Paul Qualley. Cô có một anh trai tên Justin và một chị gái là ca sĩ, diễn viên Rainey Qualley.
Khi còn nhỏ, gia đình Qualley sống tại một trang trại ở vùng Missoula, Montana, sau đó chuyển tới Asheville, North Carolina khi cô được bốn tuổi. Khi cô lên năm tuổi thì cha mẹ ly thân.

## Đời tư
Theo thông tin vào tháng 11 năm 2019, Qualley hiện sống tại New York. Trước đó cô ở Los Angeles với chị gái Rainey. Qualley chia sẻ chị gái là "thần tượng, bạn tốt nhất trên thế giới" của mình.
Qualley từng có thờ gian ngắn cặp với Pete Davidson. Cô cũng từng hẹn hò với Shia LaBeouf sau khi cùng hợp tác trong video ca nhạc "Love Me Like You Hate Me" của Rainey. Cả hai chia tay tháng 1 năm 2021 sau khi nhiều sự việc gây tranh cãi về LaBeouf xảy ra, trong đó có việc bạn gái cũ, nữ ca sĩ FKA Twigs kiện anh tội bạo lực và quấy rối tình dục. Tháng 9 cùng năm, Qualley chia sẻ với tờ Harper's Bazaar rằng cô tin những tố cáo của FKA Twigs.
Qualley hiện đã đính hôn với nhạc sĩ, nhà sản xuất thu âm Jack Antonoff.